# Molière (film, 1978)
Molière je francouzsko-italský hraný film z roku 1978, který režírovala Ariane Mnouchkine podle vlastního scénáře. Film zachycuje život dramatika a herce Molièra. Snímek měl světovou premiéru na filmovém festivalu v Cannes dne 29. května 1978.

## Obsazení
| Philippe Caubère          | Molière                                       |
| Joséphine Derenne         | Madeleine Béjart                              |
| Brigitte Catillon         | Armande Béjart                                |
| Jean-Claude Bourbault     | Louis Béjart                                  |
| Louba Guertchikoff        | Marie Hervé                                   |
| Odile Cointepas           | Marie Cressé, Molièrova matka                 |
| Armand Delcampe           | Jean Poquelin, Molièrův otec                  |
| Jean Dasté                | Louis Cressé, Molièrův děd                    |
| Marie-Françoise Audollent | La Forest, služebná u Poquelinů               |
| Jonathan Sutton           | Charles Varlet řečený La Grange, herec        |
| Clémence Massart          | Mademoiselle La Grange, herečka               |
| Rémy Carpentier           | Edme Villequin řečený De Brie, herec          |
| Nicole Félix              | Mademoiselle De Brie, herečka                 |
| Norbert Journo            | René Berthelot řečený Du Parc, herec          |
| Lucia Bensasson           | Mademoiselle Du Parc, herečka                 |
| Anne Demeyer              | Mademoiselle Beauval, herečka                 |
| Georges Bonnaud           | François Le Noir řečený La Thorillière, herec |
| Marc Berman               | Philibert Gassot řečený Du Croisy, herec      |
| Mario Gonzáles            | Jean-Baptiste Lully                           |
| Christian Colin           | René Descartes                                |
| Albert Delpy              | Nicolas Boileau                               |
| Gérard Hardy              | Charles Coypeau d'Assoucy                     |
| Jean-Claude Penchenat     | Ludvík XIV.                                   |
| Marilú Marini             | Anna Rakouská                                 |
| Fabrice Herrero           | Jules Mazarin                                 |
| Roger Planchon            | Jean-Baptiste Colbert                         |
| Daniel Mesguich           | Filip I. Orleánský                            |
| Yves Gourvil              | Armand Bourbon-Conti                          |
| Maurice Chevit            | kněz ve škole                                 |
| Gérard Croce              | poručík policie Nèfle                         |

## Místa natáčení
Film se natáčel na různých místech:
- v Paříži: La Cartoucherie, Hôtel Libéral Bruant a v bývalém sále Palais Cardinal
- na zámku ve Versailles
- na zámku Mesnuls
- na zámku Hautefort
- na zámku Guermantes
- na zámku Beauregard
- v Senlis
- v Aveyronu

## Ocenění
- César: nejlepší kamera (Bernard Zitzermann) a nejlepší výprava (Guy-Claude François)